# Gazania rigida
Gazania rigida là một loài thực vật có hoa trong họ Cúc. Loài này được (Burm.f.) Roessler mô tả khoa học đầu tiên năm 1959.